# Ostrovskogo
Ostrovskogo är en kulle i Antarktis. Den ligger i Östantarktis. Norge gör anspråk på området. Toppen på Ostrovskogo är 2 456 meter över havet.
Terrängen runt Ostrovskogo är platt åt nordväst, men åt sydost är den kuperad. Trakten är obefolkad. Det finns inga samhällen i närheten. 